# Luis Amarilla
Luis Amarilla (n. Areguá, Paraguay; 25 de agosto de 1995) es un futbolista paraguayo, juega de delantero y su equipo actual es Cerro Porteño de la Primera División de Paraguay. Fue internacional absoluto con la selección de fútbol de Paraguay.

## Trayectoria

### Libertad
Se inició como futbolista en las categorías inferiores en el club Libertad, equipo de su país natal. Su debut con el plantel principal fue el 18 de septiembre de 2013 en un encuentro que su equipo empató 0 a 0 con Cerro Porteño en la novena fecha del torneo clausura 2013.
En la temporada 2014 se proclama campeón con el Libertad en el Torneo Apertura y Clausura respectivamente. Además tuvo una destacada labor en una prueba que realizó en España, con el Real Madrid, donde marcó 5 goles en una práctica. En el 2016 pasó a jugar en el club Sol de América y en el 2017 vuelve nuevamente al Libertad.

### Vélez Sarsfield
Para la temporada 2017-2018 es contratado por el Club Atlético Vélez Sarsfield como nuevo delantero del club argentino. 

### Universidad Católica
En el 2019 es contratado por el club Universidad Católica de la Serie A de Ecuador. En las primeras ocho fechas jugadas del Campeonato Ecuatoriano logró marcar 6 goles. Marco un triplete al Técnico Universitario, encuentro jugado el 6 de julio de 2019 en la ciudad de Ambato, partido válido por la primera fecha de la segunda etapa del campeonato. El 23 de noviembre le marcó un triplete a Liga Deportiva Universitaria en el partido válido cuartos de final de ida de los play-offs de la LigaPro 2019. Finalmente culmina la temporada 2019 con 24 partidos jugados en el Campeonato Ecuatoriano y 19 goles anotados, entre tanto que en la Copa Sudamericana marcó un gol.

### Minnesota United
En el 2020 llega al Minnesota United tras ser prestado al Vélez Sarsfield de Argentina. En aquel equipo anotó tres goles en diez partidos jugados, todos ellos por la MLS.

### Liga Deportiva Universitaria
Para la temporada 2021 es contratado por Liga Deportiva Universitaria. Debutaría el 3 de abril en el empate 0-0 frente a Mushuc Runa, entrando al minuto 45 desde la banca de suplentes
Anotó su primer gol el 18 de abril en el empate 2-2 frente a Guayaquil City.
Luego de hacer una destacada participación con el conjunto albo, con el que marcó 15 goles y proporcionó 3 asistencias en 31 partidos, finalmente en noviembre de 2021 se confirma su salida después de que los albos no pudieran pagar su opción de compra de 2 millones de dólares por el 50% de su pase.

### Regreso al Minnesota United
Tras retornar a Vélez Sarsfield después de culminar su cesión en Liga Deportiva Universitaria, en febrero de 2022 sería confirmado su regreso al Minnesota United.

### Mazatlán Fútbol Club
Para el Torneo Apertura 2023 de la Liga MX fue fichado por el Mazatlán Fútbol Club, donde actualmente juega.

## Selección nacional

### Sub-20
Fue internacional con la Selección de fútbol sub-20 de Paraguay con la que disputó el Sudamericano sub-20 de 2015, dónde jugó 5 partidos y marcó un gol.

### Absoluta
En agosto de 2021 fue convocado para disputar la fecha triple de las eliminatorias al Mundial Catar 2022 con la selección mayor. Hizo su debut 2 de septiembre en un partido contra Ecuador en una derrota por 0-2 como visitante, comenzó el juego y jugó el partido completo.

## Estadísticas

### Clubes
Actualizado hasta su último partido disputado el 17 de agosto de 2025.
| Club                                   | Div.          | Temporada     | Liga  | Liga  | Liga   | Copas nacionales | Copas nacionales | Copas nacionales | Copas internacionales | Copas internacionales | Copas internacionales | Total | Total | Total  |
| Club                                   | Div.          | Temporada     | Part. | Goles | Asist. | Part.            | Goles            | Asist.           | Part.                 | Goles                 | Asist.                | Part. | Goles | Asist. |
| -------------------------------------- | ------------- | ------------- | ----- | ----- | ------ | ---------------- | ---------------- | ---------------- | --------------------- | --------------------- | --------------------- | ----- | ----- | ------ |
| Club Libertad Paraguay                 | 1.ª           | 2013          | 6     | 0     | 0      | —                | —                | —                | —                     | —                     | —                     | 6     | 0     | 0      |
| Club Libertad Paraguay                 | 1.ª           | 2014          | 3     | 0     | 0      | —                | —                | —                | —                     | —                     | —                     | 3     | 0     | 0      |
| Club Libertad Paraguay                 | 1.ª           | 2015          | 4     | 0     | 0      | —                | —                | —                | —                     | —                     | —                     | 4     | 0     | 0      |
| Club Libertad Paraguay                 | Total club    | Total club    | 13    | 0     | 0      | 0                | 0                | 0                | 0                     | 0                     | 0                     | 13    | 0     | 0      |
| Sol de América Paraguay                | 1.ª           | 2016          | 17    | 1     | 0      | —                | —                | —                | 3                     | 0                     | 0                     | 20    | 1     | 0      |
| Sol de América Paraguay                | Total club    | Total club    | 17    | 1     | 0      | 0                | 0                | 0                | 3                     | 0                     | 0                     | 20    | 1     | 0      |
| C. A. Vélez Sarsfield Argentina        | 1.ª           | 2017-18       | 6     | 1     | 1      | 1                | 0                | 0                | —                     | —                     | —                     | 7     | 1     | 1      |
| C. A. Vélez Sarsfield Argentina        | 1.ª           | 2018-19       | 6     | 0     | 0      | —                | —                | —                | —                     | —                     | —                     | 6     | 0     | 0      |
| C. A. Vélez Sarsfield Argentina        | Total club    | Total club    | 12    | 1     | 1      | 1                | 0                | 0                | 0                     | 0                     | 0                     | 13    | 1     | 1      |
| Universidad Católica · Ecuador         | 1.ª           | 2019          | 24    | 19    | 6      | 2                | 1                | 0                | 2                     | 1                     | 1                     | 28    | 21    | 7      |
| Universidad Católica · Ecuador         | Total club    | Total club    | 24    | 19    | 6      | 2                | 1                | 0                | 2                     | 1                     | 1                     | 28    | 21    | 7      |
| Minnesota United F. C. Estados Unidos  | 1.ª           | 2020          | 10    | 3     | 1      | —                | —                | —                | —                     | —                     | —                     | 10    | 3     | 1      |
| Minnesota United F. C. Estados Unidos  | 1.ª           | 2022          | 34    | 9     | 4      | 2                | 0                | 0                | —                     | —                     | —                     | 36    | 9     | 4      |
| Minnesota United F. C. Estados Unidos  | 1.ª           | 2023          | 13    | 2     | 0      | 2                | 1                | 0                | —                     | —                     | —                     | 15    | 3     | 0      |
| Minnesota United F. C. Estados Unidos  | Total club    | Total club    | 57    | 14    | 5      | 4                | 1                | 0                | 0                     | 0                     | 0                     | 61    | 15    | 5      |
| Liga Deportiva Universitaria · Ecuador | 1.ª           | 2021          | 19    | 9     | 2      | 2                | 2                | 0                | 10                    | 4                     | 1                     | 31    | 15    | 3      |
| Liga Deportiva Universitaria · Ecuador | Total club    | Total club    | 19    | 9     | 2      | 2                | 2                | 0                | 10                    | 4                     | 1                     | 31    | 15    | 3      |
| Mazatlán F. C. · México                | 1.ª           | 2023-24       | 32    | 11    | 1      | —                | —                | —                | 3                     | 0                     | 2                     | 35    | 11    | 3      |
| Mazatlán F. C. · México                | 1.ª           | 2024-25       | 19    | 3     | 2      | —                | —                | —                | 4                     | 0                     | 0                     | 23    | 3     | 2      |
| Mazatlán F. C. · México                | Total club    | Total club    | 51    | 14    | 3      | 0                | 0                | 0                | 7                     | 0                     | 2                     | 58    | 14    | 5      |
| Cerro Porteño Paraguay                 | 1.ª           | 2025          | 8     | 0     | 0      | —                | —                | —                | —                     | —                     | —                     | 8     | 0     | 0      |
| Cerro Porteño Paraguay                 | Total club    | Total club    | 8     | 0     | 0      | 0                | 0                | 0                | 0                     | 0                     | 0                     | 8     | 0     | 0      |
| Total carrera                          | Total carrera | Total carrera | 201   | 58    | 17     | 9                | 4                | 0                | 22                    | 5                     | 4                     | 232   | 67    | 21     |
| 1. 2.                                  |               |               |       |       |        |                  |                  |                  |                       |                       |                       |       |       |        |

### Selección nacional
Actualizado hasta su último partido disputado el 18 de octubre de 2023.
| Selección         | Año             | Amistosos | Amistosos | Amistosos | Eliminatorias | Eliminatorias | Eliminatorias | Continental | Continental | Continental | Mundial | Mundial | Mundial | Total | Total | Total  |
| Selección         | Año             | Part.     | Goles     | Asist.    | Part.         | Goles         | Asist.        | Part.       | Goles       | Asist.      | Part.   | Goles   | Asist.  | Part. | Goles | Asist. |
| ----------------- | --------------- | --------- | --------- | --------- | ------------- | ------------- | ------------- | ----------- | ----------- | ----------- | ------- | ------- | ------- | ----- | ----- | ------ |
| Sub-20 Paraguay   | 2015            | —         | —         | —         | —             | —             | —             | 5           | 1           | 0           | —       | —       | —       | 5     | 1     | 0      |
| Sub-20 Paraguay   | Total           | 0         | 0         | 0         | 0             | 0             | 0             | 5           | 1           | 0           | 0       | 0       | 0       | 5     | 1     | 0      |
| Absoluta Paraguay | 2021            | —         | —         | —         | 4             | 0             | 0             | —           | —           | —           | —       | —       | —       | 4     | 0     | 0      |
| Absoluta Paraguay | Total           | 0         | 0         | 0         | 4             | 0             | 0             | 0           | 0           | 0           | 0       | 0       | 0       | 4     | 0     | 0      |
| Total selección   | Total selección | 0         | 0         | 0         | 4             | 0             | 0             | 5           | 1           | 0           | 0       | 0       | 0       | 9     | 1     | 0      |
| 1. 2.             |                 |           |           |           |               |               |               |             |             |             |         |         |         |       |       |        |

### Hat-tricks
| Partidos en los que anotó tres o más goles | Partidos en los que anotó tres o más goles | Partidos en los que anotó tres o más goles | Partidos en los que anotó tres o más goles   | Partidos en los que anotó tres o más goles | Partidos en los que anotó tres o más goles | Partidos en los que anotó tres o más goles |
| N.º                                        | Fecha                                      | Estadio                                    | Partido                                      | Goles                                      | Resultado                                  | Competición                                |
| ------------------------------------------ | ------------------------------------------ | ------------------------------------------ | -------------------------------------------- | ------------------------------------------ | ------------------------------------------ | ------------------------------------------ |
| 1                                          | 5 de julio de 2019                         | Estadio Olímpico Atahualpa, Quito          | Universidad Católica - Técnico Universitario |                                            | 6 - 2                                      | Serie A de Ecuador 2019                    |
| 2                                          | 23 de noviembre de 2019                    | Estadio Rodrigo Paz Delgado, Quito         | Liga de Quito - Universidad Católica         |                                            | 2 - 3                                      | Serie A de Ecuador 2019                    |

## Palmarés
| Título               | Club          | País     | Año    |
| -------------------- | ------------- | -------- | ------ |
| Primera División     | Club Libertad | Paraguay | A-2014 |
| Primera División     | Club Libertad | Paraguay | C-2014 |
| Supercopa de Ecuador | Liga de Quito | Ecuador  | 2021   |

### Distinciones individuales
| Distinción                               | Año  |
| ---------------------------------------- | ---- |
| Goleador del Campeonato Ecuatoriano      | 2019 |
| 11 Ideal del Campeonato Ecuatoriano 2019 | 2019 |